# 卡塞雷斯元帥省
卡塞雷斯元帥省（西班牙語：Provincia de Mariscal Cáceres），是秘魯的省份，位於該國中北部聖馬丁大區，首府是胡安惠，始建於1940年5月7日，面積14,498平方公里，2002年人口72,327人，人口密度為每平方公里5.0人。
7°10′36″S 76°43′44″W / 7.17667°S 76.72889°W